# Carlos Soler
Carlos Soler Barragán (sinh ngày 2 tháng 1 năm 1997) là một cầu thủ bóng đá chuyên nghiệp người Tây Ban Nha hiện đang thi đấu ở vị trí tiền vệ cho câu lạc bộ Premier League West Ham United dưới dạng cho mượn từ Paris Saint-Germain và đội tuyển bóng đá quốc gia Tây Ban Nha.
Soler đã dành toàn bộ sự nghiệp chuyên nghiệp của mình cho Valencia, ra sân hơn 200 lần và giành Copa del Rey vào năm 2019, trước khi gia nhập Paris Saint-Germain vào năm 2022.

## Thống kê sự nghiệp

### Quốc tế
Tính đến ngày 6 tháng 12 năm 2022
| Đội tuyển quốc gia | Năm       | Trận | Bàn |
| ------------------ | --------- | ---- | --- |
| Tây Ban Nha        | 2021      | 4    | 2   |
| Tây Ban Nha        | 2022      | 10   | 2   |
| Tổng cộng          | Tổng cộng | 14   | 4   |

Bàn thắng và kết quả của Tây Ban Nha được để trước.
| # | Ngày                 | Địa điểm                                        | Số trận | Đối thủ      | Bàn thắng | Kết quả | Giải đấu                      |
| - | -------------------- | ----------------------------------------------- | ------- | ------------ | --------- | ------- | ----------------------------- |
| 1 | 2 tháng 9 năm 2021   | Friends Arena, Solna, Thụy Điển                 | 1       | Thụy Điển    | 1–0       | 1–2     | Vòng loại FIFA World Cup 2022 |
| 2 | 5 tháng 9 năm 2021   | Sân vận động Nuevo Vivero, Badajoz, Tây Ban Nha | 2       | Gruzia       | 2–0       | 4–0     | Vòng loại FIFA World Cup 2022 |
| 3 | 12 tháng 6 năm 2022  | Sân vận động La Rosaleda, Málaga, Tây Ban Nha   | 9       | Cộng hòa Séc | 1–0       | 2–0     | UEFA Nations League 2022–23   |
| 4 | 23 tháng 11 năm 2022 | Sân vận động Al Thumama, Doha, Qatar            | 13      | Costa Rica   | 6–0       | 7–0     | FIFA World Cup 2022           |

## Danh hiệu

### Câu lạc bộ
Valencia
- Copa del Rey: 2018–19[3]

Paris Saint-Germain
- Ligue 1: 2022–23, 2023–24[4]
- Coupe de France: 2023–24[5]
- Trophée des Champions: 2023[6]

### Đội tuyển quốc gia
U21 Tây Ban Nha
- Giải vô địch bóng đá U-21 châu Âu: 2019;[7] á quân: 2017[8][9]

U23 Tây Ban Nha
- Huy chương bạc Thế vận hội Mùa hè: 2020[10]